# Sikke Freriks
Sikke Freriks, auch Frerichs, Freerks,  Frericx geschrieben und nach seinem Beruf auch Sikke Snyder oder Sikke Snijder genannt († 20. März 1531 in Leeuwarden / Friesland), war Handwerker und Märtyrer der Täuferbewegung.

## Leben

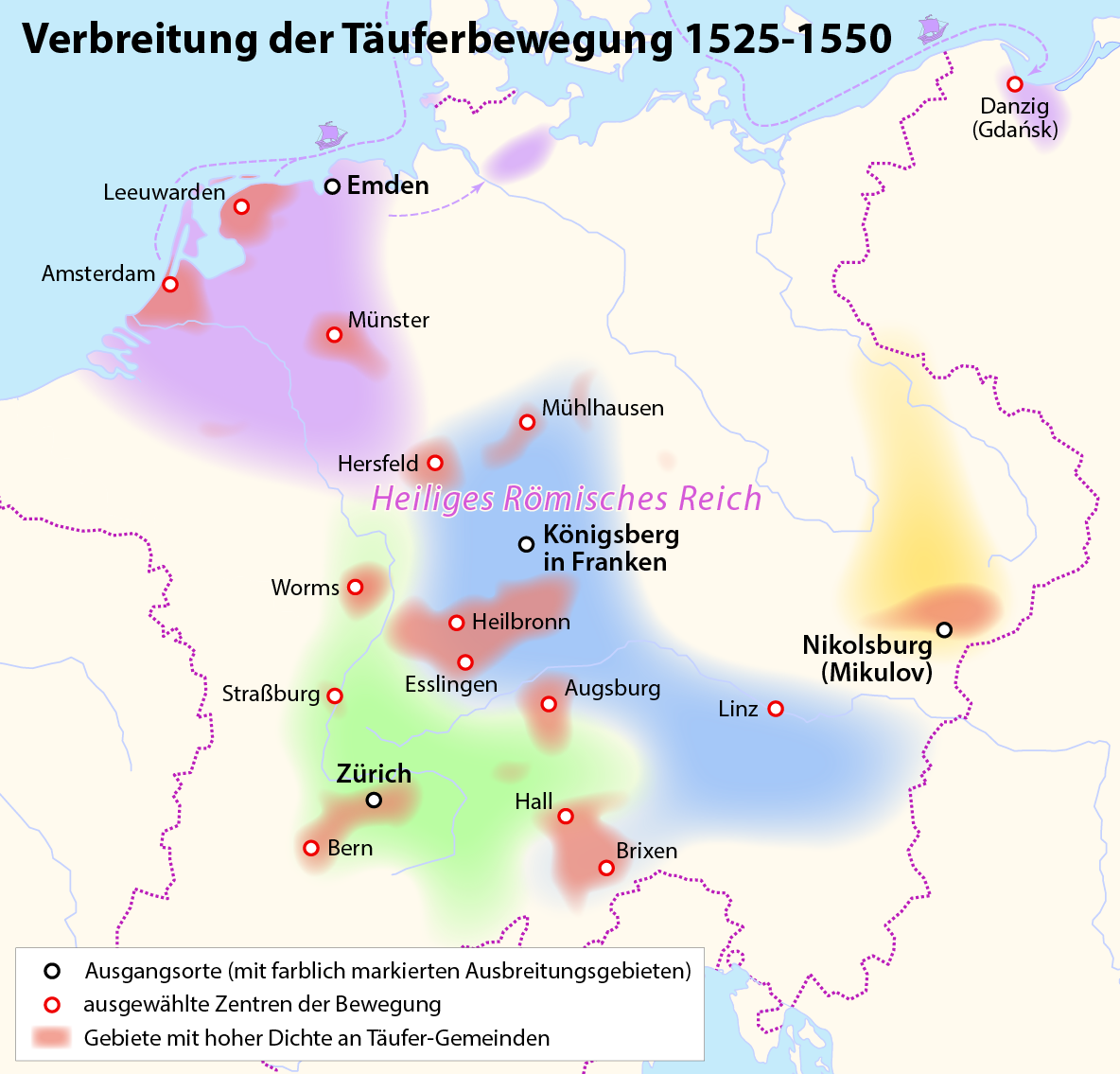
Ausbreitung der Täuferbewegung 1525 bis 1550 – Leeuwarden als eines der Täufer-Zentren

Über die Herkunft Sikke Freriks ist nichts bekannt. Sein Name taucht erstmals im Zusammenhang der 1530 von Melchior Hofmann in Emden gegründeten Täufergemeinde auf. Hier wurde er von dem durch Hofmann eingesetzten Gemeindehirten Jan Folkertsz Trypmaker am 11. Dezember 1530 getauft und zog kurze Zeit später in die niederländische Provinz Friesland, wo er – vermutlich durch Trypmaker beauftragt – als Täufermissionar auftrat. Durch seine Wirksamkeit entstand in Leeuwarden eine Täufergemeinde melchioritischer Prägung, deren Mitglieder sich Bundesbrüder nannten. Aus dieser Gemeinde gingen bedeutende Täuferpersönlichkeiten hervor, darunter das Brüderpaar Obbe und Dirk Philips.
Freriks Wirksamkeit währte nur wenige Monate. Im März 1531 wurde er in Leeuwarden inhaftiert und als Häretiker angeklagt. Im Verhör bekannte sich Sikke Freriks nicht nur als Protestant, sondern auch als Täufer. Da er nicht bereit war, seine Lehre zu widerrufen, wurde er am 20. März auf dem Leeuwardener Marktplatz öffentlich enthauptet. Sein Leichnam wurde anschließend auf ein Rad geflochten und sein Haupt zur Abschreckung auf einen Pfahl gesteckt.

## Nachleben
Diese Hinrichtung verursachte eine große Empörung unter der Bevölkerung. Nachrichten darüber gelangten auch zu Menno Simons, dem späteren Begründer der mennonitischen Bewegung. Zum Zeitpunkt des Todes Sikke Freriks’ war er noch römisch-katholischer Kaplan im westfriesischen Pingjum. Den tiefen Eindruck, den diese Nachricht auf Menno Simons machte, spiegelt ein Zitat aus seiner 1553 verfassten autobiografischen Schrift Uytgang uit het pausdom. Dort heißt es: „Danach geschah es, ehe ich je von irgendwelchen Brüdern gehört hatte, das ein gottesfürchtiger, frommer Held, namens Sicke Snyder, in Leeuwarden enthauptet wurde, weil er seine Taufe erneuert hatte. Es klang sehr seltsam in meinen Ohren, dass man von einer zweiten Taufe sprach. Ich forschte fleißig in der Schrift und überdachte sie mit Ernst, konnte aber für die Kindertaufe keinen Beleg finden. Als ich das nun merkte, hielt ich mit dem erwähnten mir vorgesetzten Priester Besprechungen über diese Angelegenheit und brachte ihn nach vielen Worten so weit, dass er zugeben musste, dass die Kindertaufe in der Schrift keinen Grund habe.“ Freriks Märtyrertod wurde damit für Menno Simons zu einem wichtigen Impuls auf seinem Weg zu den Täufern.